# Efapel-Glassdrive/Saison 2013
Dieser Artikel listet Erfolge und Fahrer des Radsportteams Efapel-Glassdrive in der Saison 2013 auf.

## Erfolge in der UCI Europe Tour
Bei den Rennen der UCI Europe Tour im Jahr 2013 gelangen dem Team nachstehende Erfolge.
| Datum     | Rennen                                       | Kat. | Sieger       |
| --------- | -------------------------------------------- | ---- | ------------ |
| 23. Juni  | Portugiesische Meisterschaft – Straßenrennen | CN   | Jóni Brandão |
| 9. August | 2. Etappe Portugal-Rundfahrt                 | 2.1  | Rui Sousa    |

## Zugänge – Abgänge
| Zugänge       | Team 2012                 | Abgänge            | Team 2013                |
| ------------- | ------------------------- | ------------------ | ------------------------ |
| Hernâni Broco | Caja Rural                | António Amorim     | LA Aluminios-Antarte     |
| Jóni Brandão  | Burgos BH-Castilla y León | Raúl Alarcón       | Louletano-Dunas Douradas |
| Arkaitz Durán | Telco'm-Conor Azysa       | Sérgio Ribeiro     | Louletano-Dunas Douradas |
| Marco Cunha   | Madeinox-Boavista (2010)  | Daniel Freitas     | Anicolor                 |
|               |                           | David Blanco       | Unbekannt                |
|               |                           | Guilherme Lourenço | Unbekannt                |

## Mannschaft
| Name           | Geburtstag        | Nationalität |
| -------------- | ----------------- | ------------ |
| Jóni Brandão   | 20. November 1989 | Portugal     |
| Hernâni Broco  | 13. Juni 1981     | Portugal     |
| Filipe Cardoso | 15. Mai 1984      | Portugal     |
| Marco Cunha    | 28. Februar 1987  | Portugal     |
| Arkaitz Durán  | 18. Mai 1986      | Spanien      |
| César Fonte    | 10. Dezember 1986 | Portugal     |
| Sandro Pinto   | 20. Februar 1988  | Portugal     |
| Nuno Ribeiro   | 9. September 1977 | Portugal     |
| Rui Sousa      | 17. Juli 1976     | Portugal     |
| Sérgio Sousa   | 11. Oktober 1983  | Portugal     |
| Ricardo Vilela | 18. Dezember 1987 | Portugal     |